# De zeven zusters (waterval)

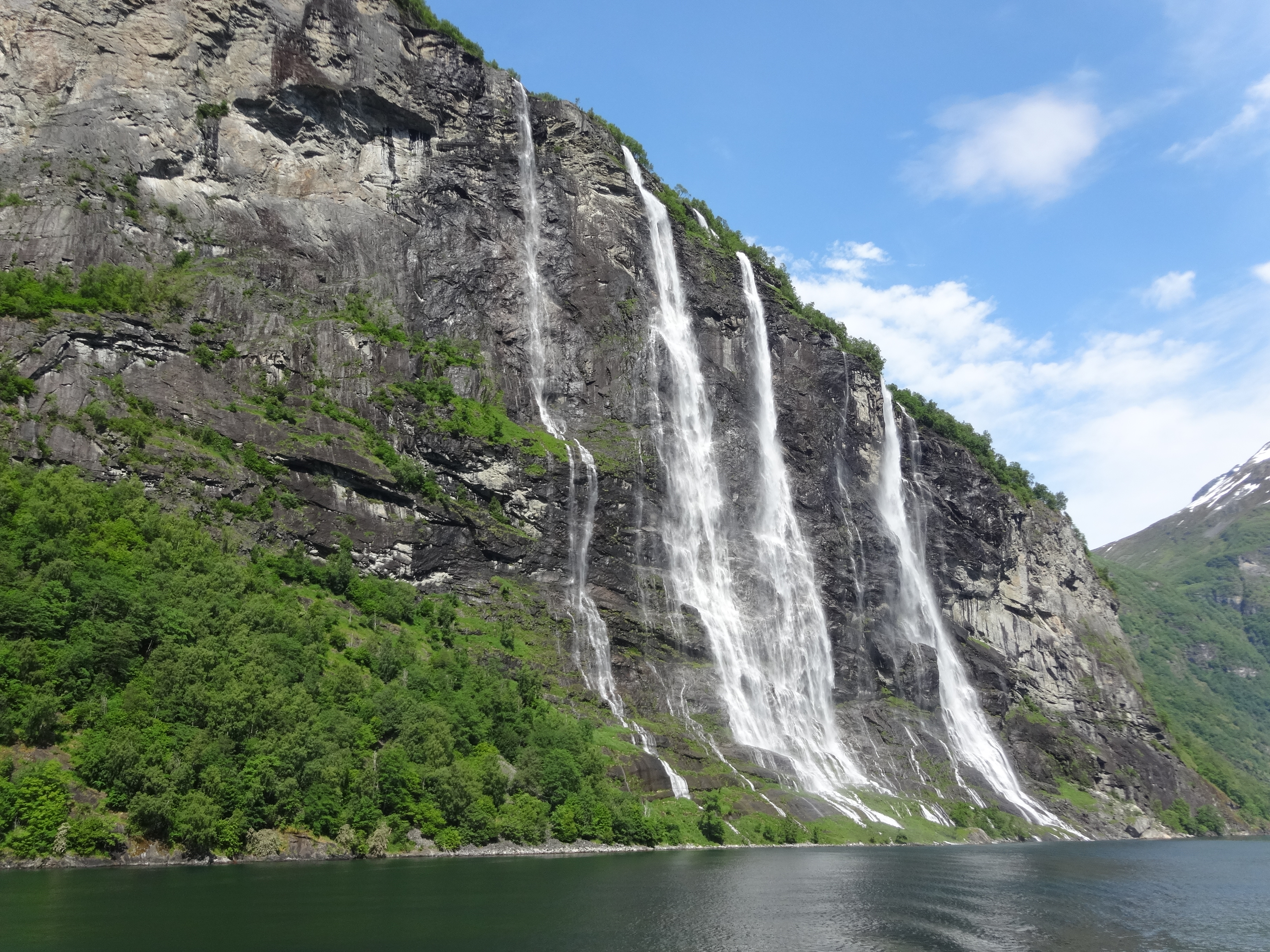
De zeven stromen van de waterval

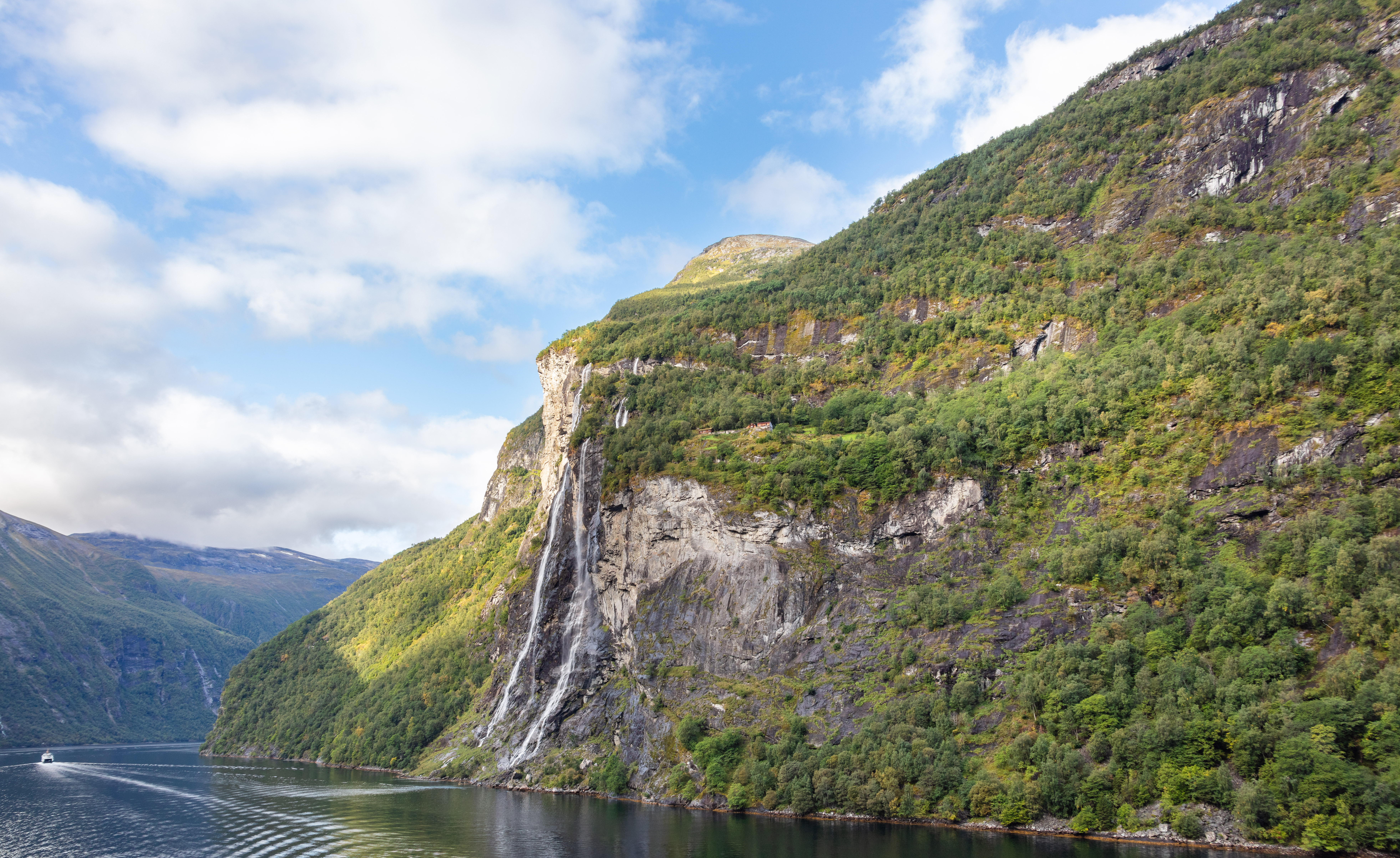

De zeven zusters (Bokmål: De syv søstrene/ Nynorsk: Dei sju systrene) is een waterval in de Geirangerfjord bij Geiranger in Noorwegen. De rivier Knivsflåelvane valt over 300 meter naar beneden in zeven afzonderlijke stromen. De grootste verticale val van de waterval is ongeveer 250 meter. De waterval is gelegen in de buurt van een verlaten historische boerderij Knivsflå. Andere namen die gebruikt worden zijn: Sju Søstre, Knivsflåfossen en Sju Systre.
De waterval wordt gevoed met smeltende sneeuw van de bergketen Geitfjellet. De beste periode om de waterval, op maximale kracht, te bezoeken is van mei tot en met juli. Per boot zijn de zeven zusters goed zichtbaar, maar ook vanaf weg 63 rijdend naar Eidsdal.
De legende van de zeven zusters is dat de zeven zusters speels dansend de berg af komen, terwijl de aanbidder Friaren (de vrijer), een waterval tegenover de zeven zusters) speels flirt vanaf de overzijde van de fjord. De aanbidder probeert een huwelijksaanzoek te doen aan de zeven zusters aan de andere kant van de fjord, maar dat is nooit gelukt.